# جون رايت (لاعب هوكي الجليد)
جون رايت (بالفرنسية: John Wright)‏ (و. 1948  م) هو لاعب هوكي الجليد كندي، ولد في تورونتو، مركز لعبه هو وسط ‏.

## التعليم
تعلم في جامعة تورنتو.

## روابط خارجية
- جون رايت على موقع دوري الهوكي الوطني (الإنجليزية)
- جون رايت على موقع قاعة مشاهير الهوكي (لاعب أن.إتش.أل) (الإنجليزية)
- جون رايت على موقع EliteProspects.com (الإنجليزية)
- جون رايت على موقع HockeyDB.com (الإنجليزية)
- جون رايت على موقع Hockey-Reference.com (الإنجليزية)